# میمون شبگرد فیلیپینی
میمون شبگرد هندی(Tarsius syrichta) گونه‌ای میمون شبگرد و از راسته نخستی‌ها است که بیشتر در فیلیپین زندگی می‌کند.